# Cochranella midas
Teratohyla midas là một loài ếch thuộc họ Centrolenidae.
Loài này có ở Brasil, Ecuador, Peru, có thể cả Bolivia, và có thể cả Colombia.
Môi trường sống tự nhiên của chúng là rừng ẩm vùng đất thấp nhiệt đới hoặc cận nhiệt đới và sông ngòi.